# Nevado Ticlla
Der Nevado Ticlla, auch Qutuni, Cotoni oder Cutuni, befindet sich in der Cordillera Central, ein Abschnitt der peruanischen Westkordillere. 
Der 5897 m hohe Nevado Ticlla liegt in dem Gebirgsmassiv Cordillera de Yauyos, 115 km ostsüdöstlich der Hauptstadt Lima. Am Fuße des vergletscherten Gebirgsmassivs liegen die Seen Laguna Ticllacocha und Lago Huascacocha, die über die Flüsse Río Cañete und Río Mala zum Pazifischen Ozean hin entwässert werden. 
Der Nevado Ticlla liegt am Rande des Schutzgebietes Reserva Paisajística Nor Yauyos Cochas. Er befindet sich in der Provinz Yauyos, die zur Verwaltungsregion Lima gehört. Die Dominanz des Nevado Ticlla beträgt 238 km. In dieser Entfernung liegt der nordnordwestlich gelegene Nevado Carnicero in der Cordillera Huayhuash. Die Schartenhöhe beträgt 1266 m. Etwa 7,7 km südlich erhebt sich der benachbarte Berg Llongote (5781 m).
Die Erstbesteigung des Nevado Ticlla fand im Juni 1963 durch eine spanische Expedition statt.